# Golden Moments
Albums de Jill Scott
The Original Jill Scott from the Vault, Vol. 1
(2011) Woman
(2015)
Golden Moments est une compilation de Jill Scott, sortie le 16 juin 2015.
L'opus, qui célèbre les quinze ans de carrière de la chanteuse, est une compilation de titres enregistrés entre 2000 et 2007.
L'album s'est classé 18e au Top R&B/Hip-Hop Albums.

## Liste des titres
| No  | Titre                         | Album original                                 | Durée |
| --- | ----------------------------- | ---------------------------------------------- | ----- |
| 1.  | Jilltro                       | Who Is Jill Scott? Words and Sounds Vol. 1     | 1:03  |
| 2.  | Golden                        | Beautifully Human: Words and Sounds Vol. 2     | 3:46  |
| 3.  | He Loved Me (Lyzel In E Flat) | Who Is Jill Scott? Words and Sounds Vol. 1     | 4:38  |
| 4.  | Crown Royal                   | The Real Thing: Words and Sounds Vol. 3        | 1:44  |
| 5.  | Slowly Surely                 | Who Is Jill Scott? Words and Sounds Vol. 1     | 4:26  |
| 6.  | My Love                       | The Real Thing: Words and Sounds Vol. 3        | 3:48  |
| 7.  | It's Love                     | Who Is Jill Scott? Words and Sounds Vol. 1     | 5:54  |
| 8.  | Hate on Me                    | The Real Thing: Words and Sounds Vol. 3        | 3:28  |
| 9.  | Whatever                      | Beautifully Human: Words and Sounds Vol. 2     | 4:23  |
| 10. | Cross My Mind                 | Beautifully Human: Words and Sounds Vol. 2     | 4:43  |
| 11. | The Way                       | Who Is Jill Scott? Words and Sounds Vol. 1     | 4:11  |
| 12. | The Fact Is (I Need You)      | Beautifully Human: Words and Sounds Vol. 2     | 4:34  |
| 13. | A Long Walk                   | Who Is Jill Scott? Words and Sounds Vol. 1     | 4:37  |
| 14. | Comes to Light (Everything)   | The Original Jill Scott from the Vault, Vol. 1 | 4:43  |
| 15. | I Adore You                   | Inédit                                         | 4:49  |
| 16. | Gettin' in the Way            | Who Is Jill Scott? Words and Sounds Vol. 1     | 3:56  |